# German Apsara Conservation Project
German Apsara Conservation Project (GACP) er en almennyttig organisation baseret på Kølns universitet i Køln, som er viet til at bevare apsaraer og devaer og andre basreliefer i Angkor Wat. Organisationen får primært sine midler fra det tyske udenrigsministerium.
Angkor Wat er det prmære monument i Angkor verdensarvsområdet i Cambodja, som blev indskrevet på verdensarvslisten i 1992. På trods af den nuværende lidt nedslidte tilstand er templet ikke pt. indskrevet på listen over steder, der er i fare. På et nationalt niveau er området under administration af APSARA Authority. GACP arbejder i samarbjede med både UNESCO og APSARA Authority imod beværelsen af dette monument.